# Garkalne (stacja kolejowa)
Garkalne – stacja kolejowa  w miejscowości Garkalne, w gminie Garkalne, na Łotwie. Położona jest na linii Ryga - Valga.
Do 29 maja 2011 stacja nosiła nazwę Ropaži. Tego dnia, na wniosek mieszkańców, minister transportu zmienił nazwę na obecną.